# Euonymus angulatus
Euonymus angulatus Wight, 1846 è un albero della famiglia delle Celastracee. 

## Descrizione
Possono crescere fino a 5 metri di altezza e presenta fiori di colore viola opaco.

## Distribuzione e habitat
La specie è endemica dell'India, dove è conosciuto da Karnataka, Kerala e Tamil Nadu.
Crescono in foreste sempreverdi di media altitudine tra gli 800 e 1.400 metri.  

## Conservazione
La Lista rossa IUCN classifica Euonymus angulatus come specie vulnerabile.
È minacciato dalla perdita di habitat.